# 四惠
39°54′30″N 116°29′36″E / 39.9082°N 116.4932°E

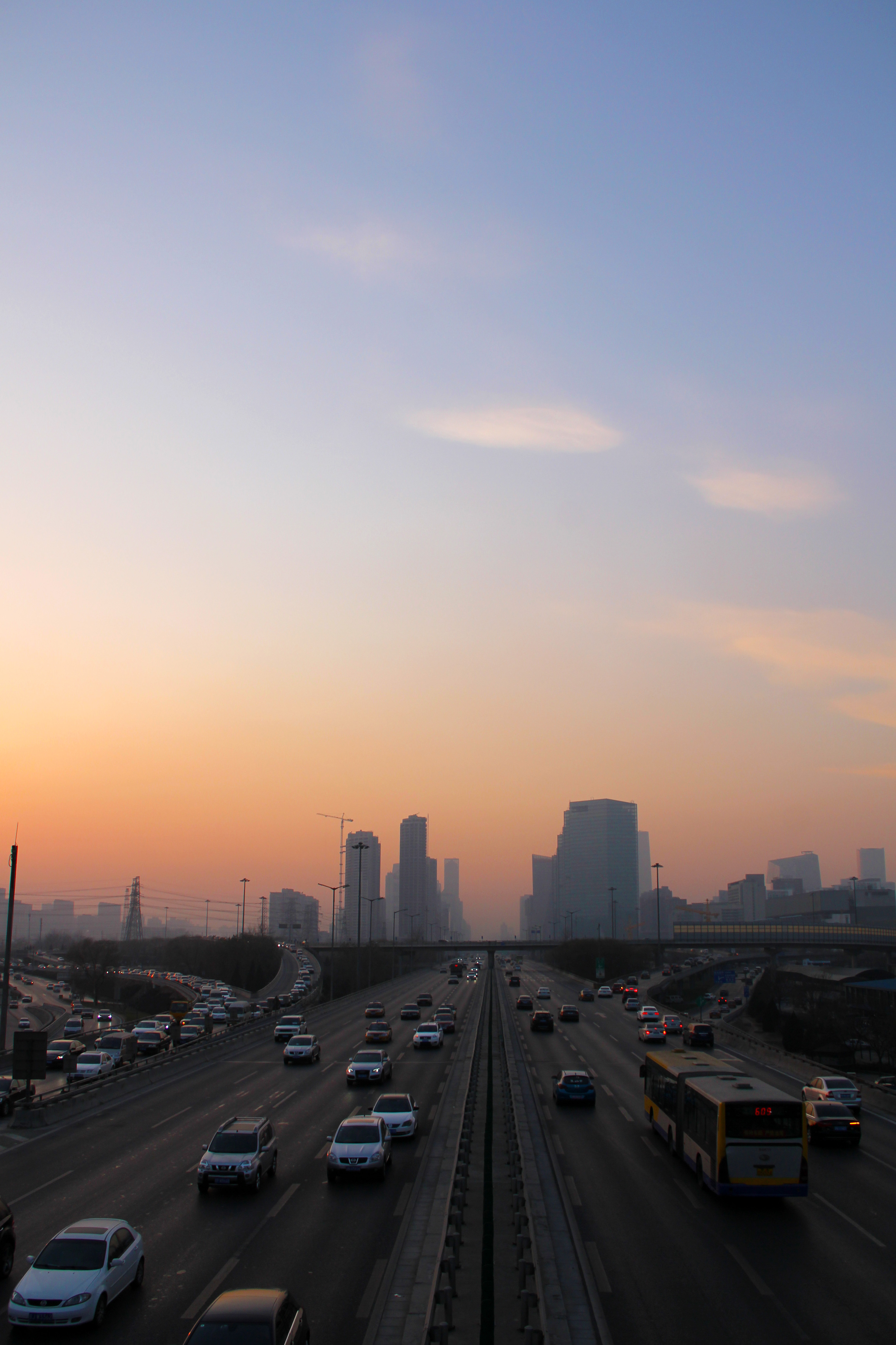
站在四惠高架廊道向西看北京CBD。

四惠是位于北京市朝阳区北京四环路附近的一个地方名称。

## 概况
四惠的名称来源于附近的通惠河和北京四环路，位于东四环路的四惠桥为该区域中心，京通快速公路贯穿该区域东西。此外，北京地铁的1号线在这个区域的东部设立有四惠站。在这个区域的东南部的四惠交通枢纽也设立于此。